# Jonas Lundén
Jonas Lundén (Borlänge, 27 dicembre 1980) è un ex calciatore svedese, di ruolo centrocampista.